# استنزاف الهند بألف جرح
إصابة الهند بألف جرح هي عقيدة عسكرية ينفذها الجيش الباكستاني ضد الهند وهي تتألف من شن حرب سرية ضد الهند باستخدام المتمردين في مواقع متعددة. وفقًا للباحث آبارنا باندي، فقد تم طرح هذا الرأي في دراسات مختلفة من قبل الجيش الباكستاني، وخاصة في كلية الأركان التابعة له في كويتا. يستشهد بيتر تشالك وكريستين فير بالمدير السابق لوكالة الاستخبارات الباكستانية الذي يشرح الاستراتيجية.
في خطاب ألقاه عام 1965 أمام مجلس الأمن التابع للأمم المتحدة، أعلن ذو الفقار علي بوتو، رئيس الوزراء السابق ورئيسها السابق، حربًا ضد الهند استمرت ألف عام. كتبت ريتيكا شارما أن قائد الجيش الباكستاني الجنرال ضياء الحق أعطى شكلًا لـ«حرب الألف سنة» لبوتو مع عقيدة «إصابة الهند بآلاف الجروح» باستخدام حرب سرية ومنخفضة الحدة مع التشدد والتسلل. تمت تجربة هذه العقيدة لأول مرة خلال تمرد البنجاب ثم في تمرد كشمير باستخدام الحدود الغربية للهند مع باكستان. تم استخدام حدود الهند مع نيبال وبنغلاديش كنقاط لإدخال المسلحين المدربين في البلاد.

## الأصول

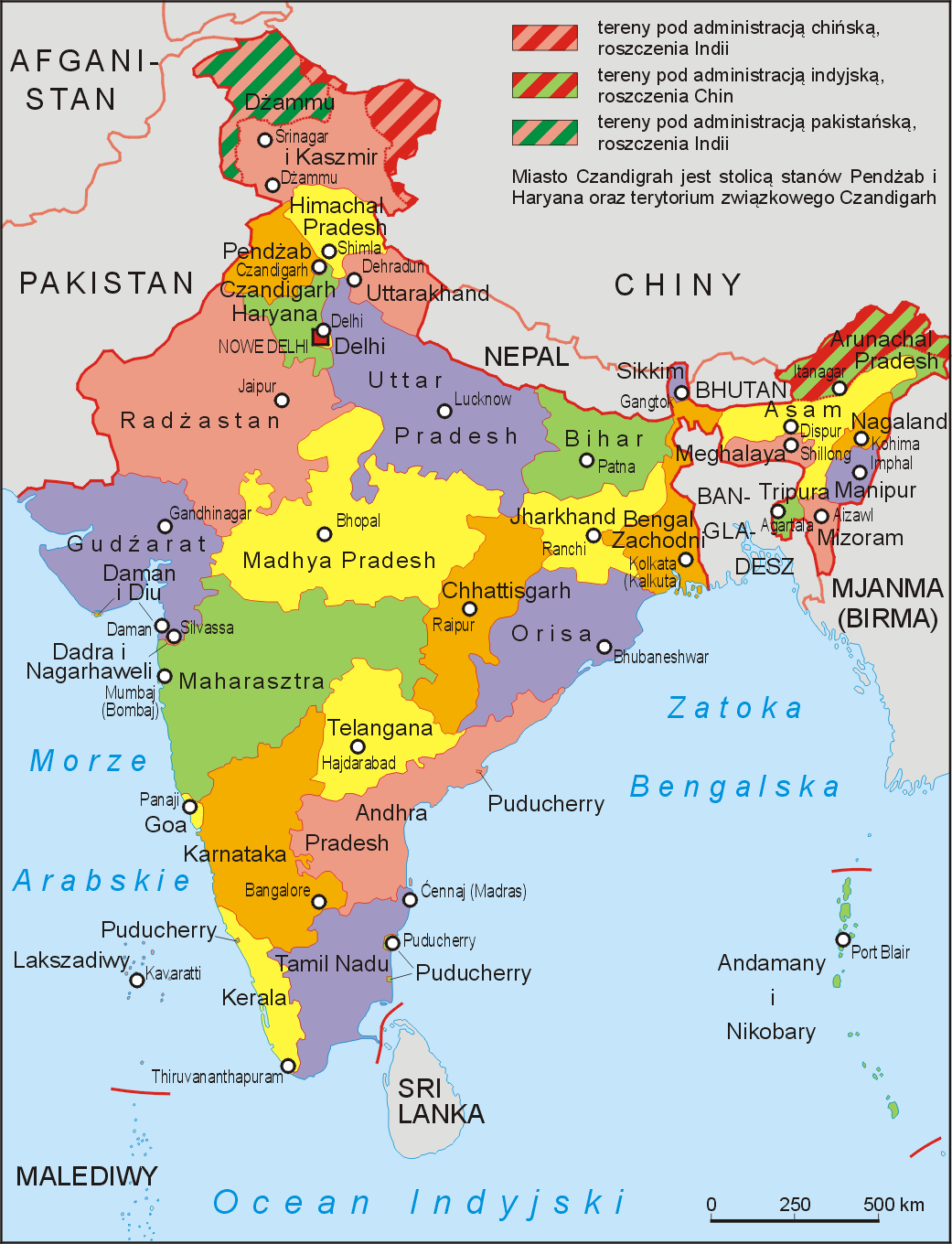
خريطة سياسية للهند لعام 2014 تُظهر الموقع النسبي لباكستان وبنغلاديش

تُنسب أصول العقيدة الاستراتيجية إلى ذو الفقار علي بوتو، الذي كان وقتها عضوًا في النظام العسكري للجنرال أيوب خان، الذي أعلن حربًا استمرت ألف عام ضد الهند خلال خطابه أمام مجلس الأمن التابع للأمم المتحدة عام 1965. تضمنت خططه لحرب عام 1971 قطع شرق الهند بالكامل وجعلها «جزءًا دائمًا» من باكستان الشرقية، واحتلال كشمير، وتحويل شرق البنجاب إلى «خالستان» منفصلة. بعد انتهاء الحرب بتقطيع أوصال باكستان، فقد أرسى مبدأ استمرار الصراع من خلال «إحداث ألف جرح» في الهند. وبحسب موقع ذا بايونير أعلن بوتو أن نجاح باكستان في تحقيق هدفها «القومي» المتمثل في تدمير الهند لن يكون ممكنًا إلا من خلال «إصابتها بألف جرح على جسدها السياسي» وليس من خلال حرب تقليدية مباشرة. كان أحد أهداف الإعلان تحويل انتباه الجمهور عن المشاكل الداخلية التي تواجه باكستان.
في 5 يوليو 1977، أطاح رئيس جيشه الجنرال ضياء الحق به في انقلاب عسكري قبل أن تتم محاكمته وإعدامه بشكل مثير للجدل. ثم تولى ضياء منصب رئيس باكستان عام 1978 وبدأت سياسة الألف جرح تتشكل. وبعد هزيمة باكستان في الحرب الحرب الباكستانية الهندية 1971، تم تقسيم باكستان وإنشاء بنغلاديش. أوضحت الحرب استحالة أخذ كشمير من الهند بحرب تقليدية. نفذ ضياء «حرب الألف عام» لبوتو مع عقيدة «إصابة الهند بألف جرح» باستخدام حرب سرية ومنخفضة الحدة مع التشدد والتسلل.

## البنجاب
كانت باكستان تساعد الحركة الانفصالية السيخية في البنجاب الهندية منذ السبعينيات. ومنذ أوائل الثمانينيات من القرن الماضي، أنشأت وكالة المخابرات الباكستانية خلية البنجاب الخاصة في مقرها الرئيسي لدعم أتباع السيخ المتشددون في بيندرانويل وتزويدهم بالأسلحة والذخيرة. أقيمت معسكرات تدريب إرهابية في باكستان في لاهور وكراتشي لتدريب الشباب السيخ. صرح حميد غل (الذي كان يقود وكالة الاستخبارات الباكستانية) عن تمرد البنجاب أن «إبقاء البنجاب في حالة عدم استقرار يعادل وجود فرقة إضافية للجيش الباكستاني دون أي تكلفة على دافعي الضرائب».

## كشمير
بعد انتهاء الحرب السوفيتية الأفغانية، نجح مقاتلو المجاهدين السنة وغيرهم من المقاتلين الإسلاميين في إخراج القوات السوفيتية من أفغانستان. سعت الحكومة العسكرية والمدنية الباكستانية إلى استخدام هؤلاء المسلحين في صراع كشمير ضد القوات المسلحة الهندية وفقًا لعقيدة «الألف جرح» من أجل «نزيف الهند»، باستخدام الترسانة النووية الباكستانية كدرع. في الثمانينيات، بدأ الإرهاب عبر الحدود في منطقة كشمير حيث تسللت مجموعات إرهابية مسلحة ومدربة جيدًا إلى الهند عبر الحدود. كما أكدت باكستان رسميًا أن الإرهاب في كشمير هو «نضال من أجل الحرية» للكشميريين وأن باكستان لم تقدم سوى الدعم المعنوي لهم. لكن تبين أن هذا غير دقيق حيث صرح المدير العام للاستخبارات الداخلية في المجلس الوطني الباكستاني أن وكالة الاستخبارات الباكستانية كانت ترعى هذا الدعم في كشمير. استخدمت باكستان الميليشيات الجهادية لشن حرب غير متكافئة مع الهند. لم يتم استخدام الجماعات المتشددة فقط كوكلاء، ولكن في الغالب كـ«أسلحة» ضد الهند في حملة «نزف الهند» الباكستانية.
وبحسب جنرال منخرط في إستراتيجية «نزف الهند» المتمثلة في تسلل الجهاديين إلى كشمير:
في مايو 1998، اختبرت الهند أسلحتها النووية في عملية بوكران الثانية تلتها التجارب النووية الباكستانية. أدى تسلل جنود باكستانيين متنكرين في زي مسلحين كشميريين إلى مواقع على الجانب الهندي من اللجنة المنظمة المحلية إلى حرب الكارجيل المحدودة جغرافيًا. والتي أصدر خلالها وزير الخارجية الباكستاني شمشاد أحمد تهديدًا نوويًا مبطنًا بقوله «لن نتردد» لاستخدام أي سلاح في ترسانة بلاده للدفاع عن سلامتها الإقليمية.
بعد حرب الكارجيل عام 1999، خرجت لجنة مراجعة كارجيل بتقرير أشار إلى مفهوم باكستان تنزف الهند. ففي الفصل الثاني عشر، وتحت عنوان «هل كان من الممكن تجنب كارجيل؟» ذكر التقرير أنه إذا حدث «نزاع سياشن» كارجيل قبل الحرب، فإنه لو تمركزت القوات هناك طوال العام على طول منطقة أوسع، لكان ذلك قد أدى إلى بتكاليف ضخمة «ومكنت باكستان من نزف الهند».
في 13 ديسمبر 2001، وقع هجوم إرهابي على البرلمان الهندي (قتل خلاله اثنا عشر شخصًا، بمن فيهم الإرهابيون الخمسة الذين هاجموا المبنى) والجمعية التشريعية في 1 أكتوبر 2001. زعمت الهند أن الهجمات نفذتها جماعتان إرهابيتان مقرهما في باكستان تقاتلان كشمير الخاضعة للإدارة الهندية، وهما لشكر طيبة وجيش محمد، وكلاهما قالت الهند إنهما مدعومان من قبل وكالة الاستخبارات الباكستانية وهي تهمة نفتها باكستان. بدأ الحشد العسكري من قبل الهند ردًا على الهجمات المزدوجة التي أدت إلى المواجهة بين الهند وباكستان في الأعوام 2001-2002. تم حشد القوات على جانبي الحدود وعلى طول خط السيطرة في منطقة كشمير. أفادت وسائل إعلام دولية عن احتمال نشوب حرب نووية بين البلدين وتداعيات الصراع المحتمل على «الحرب العالمية على الإرهاب» التي تقودها أمريكا في أفغانستان المجاورة. خفت حدة التوترات بعد الوساطة الدبلوماسية الدولية التي أدت في أكتوبر 2002 إلى انسحاب القوات الهندية والباكستانية من الحدود الدولية.
ومع الاستفزازات الخطيرة، فقد كان يُنظر إلى عدم وجود رد عسكري من قبل الهند كدليل على الردع الناجح لها من قبل القدرة النووية الباكستانية. وفقًا لديفيد أ. روبنسون، فقد شجع الردع النووي بعض العناصر الباكستانية على استفزاز الهند بشكل أكبر. ويضيف أن «موقف التصعيد النووي غير المتكافئ» لباكستان قد ردع القوة العسكرية التقليدية للهند، ومكّن بدوره «إستراتيجية باكستان العدوانية لإصابة الهند بآلاف الجروح مع مخاوف قليلة من انتقام كبير».

## الوقت الحاضر
في الوقت الحالي، انضم الأصوليون الإسلامَيون في بنغلاديش وباكستان، من خلال الجماعات الإرهابية المصنفة مثل حركة الجهاد الإسلامي، لتنفيذ هجمات إرهابية على الهند. تم استخدام محطات وكالة الاستخبارات الباكستانية الميدانية في نيبال وبنغلاديش وسريلانكا لإطلاق المسلحين المدربين إلى الهند. في عام 2015، اضطرت باكستان إلى سحب أحد موظفي المفوضية العليا الباكستانية الذي كان عميلًا لوكالة المخابرات الباكستانية في بنغلاديش بعد تورطه في تمويل أنشطة إرهابية ومضرب مزيف بالعملة الهندية من قبل مصادر استخباراتية. لقد كان متورطًا في تمويل المنظمات الإرهابية حزب التحرير، وفرقة أنصار الله البنغالية والجماعة الإسلامية. في ديسمبر 2015، تم سحب دبلوماسي باكستاني آخر، سكرتير ثان في المفوضية العليا لصلاته بجماعة مجاهدي بنغلاديش. ذكرت صحيفة ديلي ستار أن اعتقال مواطنين باكستانيين في بنغلاديش بعملة هندية مزيفة كان «ظاهرة شائعة». في بنغلاديش، يوفر HuJI-B منطقة آمنة للتدريب وكذلك المساعدة في عبور الحدود إلى الهند.
وفقًا للمعلق الباكستاني برفيز هودبهوي، فإن "سياسة باكستان التي تعتمد على "آلاف الجروح في حالة فوضى". تمكنت الهند من تجاوز خسائرها دون إضعاف قوتها. ولأن المجتمع الدولي يمقت الجهاد، فقد أدى استمرار باكستان في حربها السرية المسماة "الجهاد في كشمير" إلى فقدان الدعم الدولي لسياسة كشمير الباكستانية،  فمع كل هجوم جهادي تقل مكانة باكستان الأخلاقية العالية. يُنظر إلى فقدان الدعم هذا حتى في البلدان الإسلامية، كما كان واضحًا عندما تراجعت المملكة العربية السعودية عن دعم باكستان في تصويت فرقة العمل المعنية بالإجراءات المالية بشأن غسيل الأموال لوضع باكستان على القائمة الرمادية لمجموعة العمل المالي في يونيو 2018 لمنع تمويل الإرهاب. وفي قلب تصويت فرقة العمل المعنية بالإجراءات المالية، كان اسم حافظ محمد سعيد، الإرهابي الباكستاني المصنف دوليًا، والذي تلقي الهند اللوم عليه في هجمات مختلفة في جامو وكشمير. في 23 أغسطس 2019، تم وضع باكستان على القائمة السوداء من قبل مجموعة آسيا / المحيط الهادئ لغسيل الأموال.
وفي مقابلة في مايو 2016، قال حسين حقاني، سفير باكستان لدى الولايات المتحدة:

## اختلافات
بعد المناوشات الحدودية بين الصين والهند 2020 نُقل عن رائد بالجيش الهندي متقاعد قوله «يجب أن نصيب الصين بآلاف الجروح».

## فهرس
- Behera، Navnita Chadha (2007)، Demystifying Kashmir، Pearson Education India، ISBN:978-8131708460
- Ganguly، Sumit (2016)، Deadly Impasse، Cambridge University Press، ISBN:978-0-521-76361-5
- Haqqani، Husain (2010)، Pakistan: Between Mosque and Military، Carnegie Endowment for International Peace، ISBN:978-0-87003-285-1
- Jaffrelot، Christophe (2015)، The Pakistan Paradox: Instability and Resilience، Oxford University Press، ISBN:978-0-19-023518-5
- Pande، Aparna (2011). Explaining Pakistan's Foreign Policy: Escaping India. Taylor & Francis. ISBN:978-1-136-81894-3. مؤرشف من الأصل في 2021-06-16.
- Rashid، Ahmed (2012)، Pakistan on the Brink: The future of Pakistan, Afghanistan and the West، Penguin Books Limited، ISBN:978-1-84614-586-5